# فيديريكو دياز (لاعب كرة قدم)
فيديريكو دياز (بالإسبانية: Federico Díaz)‏ هو لاعب كرة قدم أرجنتيني في مركز حراسة المرمى، ولد في 14 أبريل 1992 في بوينس آيرس في الأرجنتين. لعب مع لوس أنديس.

## وصلات خارجية
- فيديريكو دياز (لاعب كرة قدم) على موقع قاعدة بيانات كرة القدم.إي يو (الإنجليزية)
- فيديريكو دياز (لاعب كرة قدم) على موقع Soccerway.com (الإنجليزية)